# Europäische Badminton-Hochschulmeisterschaft 2010
Die Europäische Badminton-Hochschulmeisterschaft 2010 fand vom 16. bis zum 20. Juni 2010 in Nancy statt. Es war die siebente Austragung der Titelkämpfe.

## Sieger und Platzierte
| Disziplin    | Gold                                                                    | Silber                                                                    | Bronze                                                                      |
| ------------ | ----------------------------------------------------------------------- | ------------------------------------------------------------------------- | --------------------------------------------------------------------------- |
| Herreneinzel | Dmytro Zavadsky Universität Charkiw                                     | Sebastian Schöttler WG Hamburg                                            | Mathieu Pohl Universität des Saarlandes                                     |
| Herreneinzel | Dmytro Zavadsky Universität Charkiw                                     | Sebastian Schöttler WG Hamburg                                            | Michał Rogalski Akademia Humanistyczno-Ekonomiczna Łódź                     |
| Dameneinzel  | Sashina Vignes Waran Universität Straßburg                              | Sabrina Jaquet EHSM Magglingen                                            | Mariya Diptan Universität Charkiw                                           |
| Dameneinzel  | Sashina Vignes Waran Universität Straßburg                              | Sabrina Jaquet EHSM Magglingen                                            | Elena Prus Universität Charkiw                                              |
| Herrendoppel | Vitaliy Konov Dmytro Zavadsky Universität Charkiw                       | Till Zander Philip Droste WG Hamburg                                      | Gary Fox Ben Stawski Loughborough University                                |
| Herrendoppel | Vitaliy Konov Dmytro Zavadsky Universität Charkiw                       | Till Zander Philip Droste WG Hamburg                                      | Sebastian Schöttler Hannes Roffmann WG Hamburg                              |
| Damendoppel  | Olga Konon Agnieszka Wojtkowska Akademia Humanistyczno-Ekonomiczna Łódź | Sashina Vignes Waran Teshana Vignes Waran Universität Straßburg           | Kim Buss Laura Ufermann Universität Duisburg-Essen                          |
| Damendoppel  | Olga Konon Agnieszka Wojtkowska Akademia Humanistyczno-Ekonomiczna Łódź | Sashina Vignes Waran Teshana Vignes Waran Universität Straßburg           | Kamila Augustyn Aleksandra Wałaszek Akademia Humanistyczno-Ekonomiczna Łódź |
| Mixed        | Rafał Hawel Kamila Augustyn Akademia Humanistyczno-Ekonomiczna Łódź     | Łukasz Moreń Agnieszka Wojtkowska Akademia Humanistyczno-Ekonomiczna Łódź | Till Zander Astrid Hoffmann WG Hamburg                                      |
| Mixed        | Rafał Hawel Kamila Augustyn Akademia Humanistyczno-Ekonomiczna Łódź     | Łukasz Moreń Agnieszka Wojtkowska Akademia Humanistyczno-Ekonomiczna Łódź | Adam Cwalina Małgorzata Kurdelska Universität Białystok                     |
| Team         | Akademia Humanistyczno-Ekonomiczna Łódź                                 | Universität Charkiw                                                       | Loughborough University                                                     |
| Team         | Akademia Humanistyczno-Ekonomiczna Łódź                                 | Universität Charkiw                                                       | Universität des Saarlandes                                                  |